# 40M Nimród
40M «Німрод» (угор. 40M Nimród) — угорська зенітна самохідна установка (ЗСУ) періоду Другої світової війни, легка по масі. Названа на честь біблійного персонажа. Спочатку розроблялася як протитанкова САУ. Створена в 1937—1939 роках шведською фірмою Landsverk AB на шасі легкого танка Landsverk L-60. За час серійного виробництва в 1941—1944 роках було випущено 135 одиниць. «Німрод» активно використовувалися угорськими військами в 1942—1945 роках. Як протитанкові САУ вони виявилися абсолютно непридатні, але стали несподівано ефективні як ЗСУ.

## Історія

### Розробка
Перша ЗСУ прибула зі Швеції в грудні 1938 року, а у 1939 році в Угорщині розпочалася робота з розробки і випуску за ліцензією 40M Nimród. Перші установки були вироблені в Угорщині в грудні 1940 року. За основу для 40M використали шасі танка 38М Toldi, який, у свою чергу, був копією шведського Landsverk L-60. 40M Німрод був виготовлений на заводі Manfréd Weiss. Перша партія з 46 установок отримала німецькі двигуни Büssing-NAG L8V/36TR, а друга — з 89 установок 40M Німрод отримала двигуни угорського виробництва Ganz IP VGT 107 Тип II (виготовлений за ліцензією від Büssing-NAG). Трансмісія така ж, як і на 38М Toldi, тобто п'ятишвидкісна планетарна коробка передач, багатодисковий головний фрикціон сухого тертя, бортові фрикціони. Гальма механічні — ручний і ножний. Паливо зберігалося в трьох баках.
Екіпаж складався з шести людей: командир, водій, двоє навідників, установник прицілу і заряджаючий. На установку було встановлено автоматичну гармату Bofors L60 мм lvakan м / 36-43, яка була побудована за ліцензією в Угорщині.
Водій розміщувався в передній частині корпуса ліворуч і мав п'ятигранний оглядовий прилад. Решта членів екіпажу розміщувалися в рубці з трьома оглядовими щілинами зі склоблоками. 40-мм зенітна гармата «Бофорс» мала кути вертикального наведення -4°…+85° і горизонтального наведення 360 °. У боєкомплект, повністю розміщений в рубці, входили бронебійні, осколково-фугасні, а також освітлювальні снаряди. Радіо мали лише машини командирів батарей, хоча місце для нього мали всі машини.

## Використання
У війська «Німрод» став надходити з лютого 1942 року. Оскільки ці САУ вважалися протитанковими, вони складали основу 51-го протитанкового батальйону 1-ї танкової дивізії, що входила до складу 2-ї угорської армії, яка почала бойові дії на радянському фронті влітку 1942 року. Під час наступу на річці Дон, виявилося, що 40M не могли пробити броню радянських середніх і важких танків, тому в 1943 році їх стали використовувати як ЗСУ. З 19 установок 40M Nimród після розгрому угорської армії у грудні 1943 року на батьківщину повернулися всього 3 машини. Установки також надійшли до 52-го протитанкового батальйон 2-ї ТД і до 1-ї кавалерійської бригади. Німрод 40М використовували на півдні Росії та України в 1943 році, а в 1944 і 1945 роках в Галичині і Угорщині. Відомо, що 40M використовувалися в боях за Будапешт.
При стрільбі дві ЗСУ розташовувалися на відстані 60 м одна від одної, а між ними — пост управління з далекоміром (з базою 1,25 м) і обчислювальним приладом.

## Модифікації
- Landsverk L — 62 Anti — базова модель; компанією «Ландсверк» виготовлено один екземпляр, поставлений до Угорщини.
- 40M Nimród — серійна машина для угорської армії.

## Машини на базі 40M Nimród
- «43M Lehel» — прототип бронетранспортера, створений на базі «Німрода» в 1943 році в одному екземплярі для перевезення 8 піхотинців (крім водія).

У тому ж році побудовано дві машини саперів з неброньованої сталі. Планувалося також переробити 10 «Німрод» в транспортери для перевезення поранених.

## Збережені екземпляри
В даний час збереглося два екземпляри цієї ЗСУ: один у військово-історичному музеї в Будапешті, другий — в музеї бронетанкової техніки в Кубинці.

## Галерея

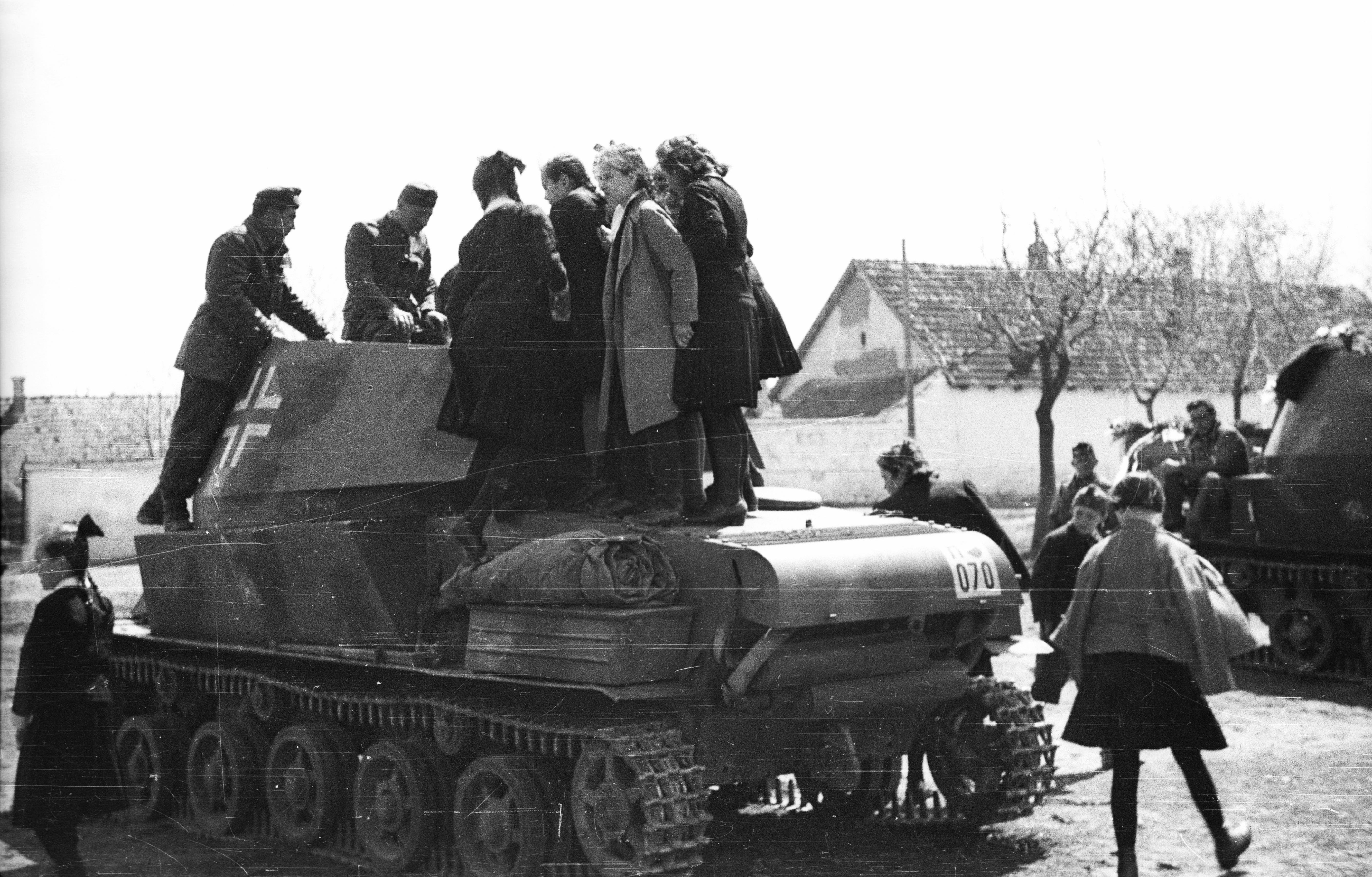
40M Nimród. На задньому плані місто Жамбек (угор. Zsámbék).
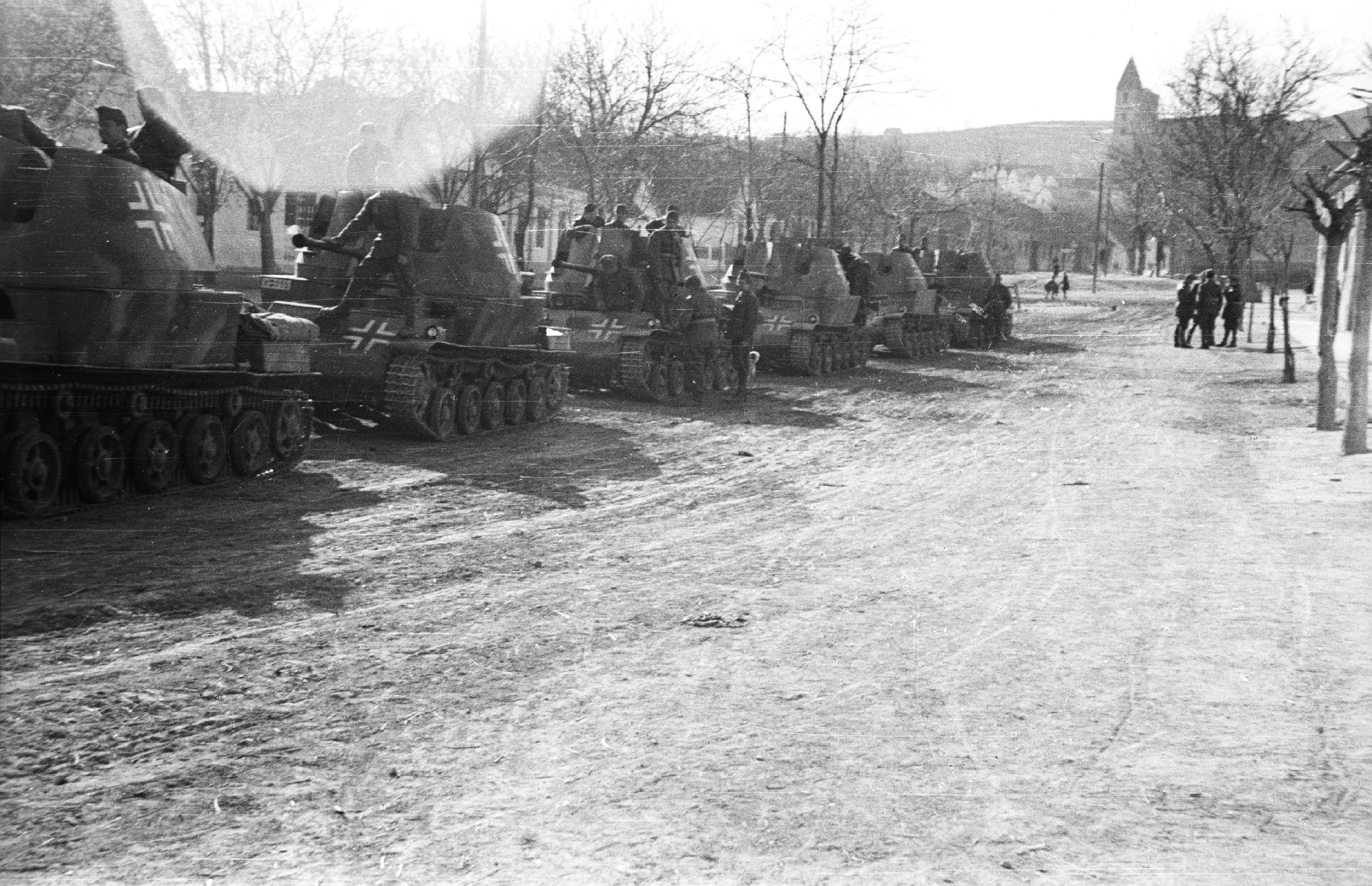
40M на марші в колоні біля міста Жамбек. На задньому плані монастир.
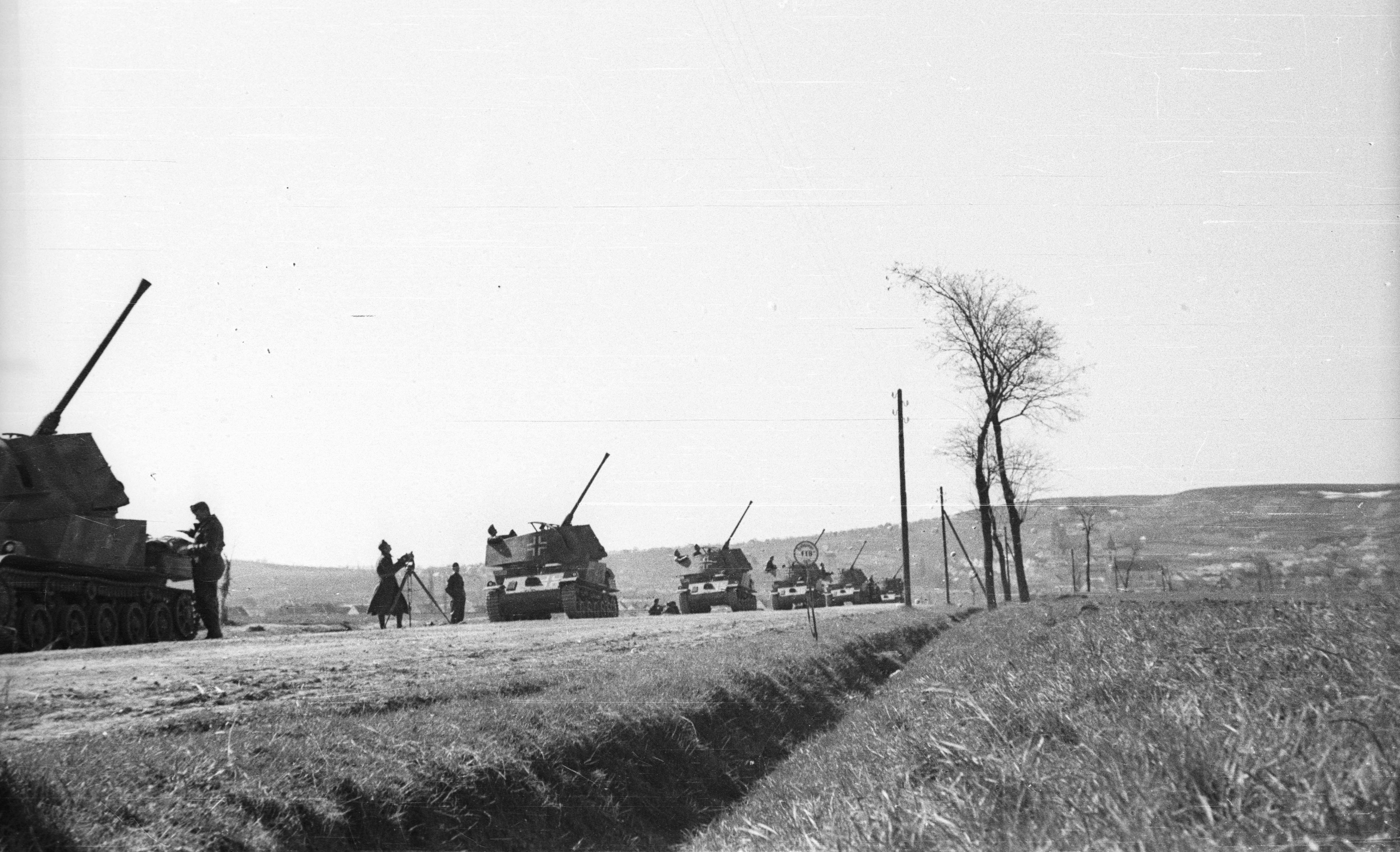
40M Nimród зенітної батареї в бойовому положенні вздовж дороги.